# Rombas
Rombas (Duits: Rombach in Lothringen), (Lotharings: Rombéch) is een gemeente in het Franse departement Moselle (regio Grand Est). De plaats maakt deel uit van het arrondissement Metz. Rombas telde op 1 januari 2022 9.534 inwoners.

## Geografie
De oppervlakte van Rombas bedroeg op 1 januari 2022 11,69 vierkante kilometer; de bevolkingsdichtheid was toen 815,6 inwoners per km². De gemeente ligt aan de Orne.

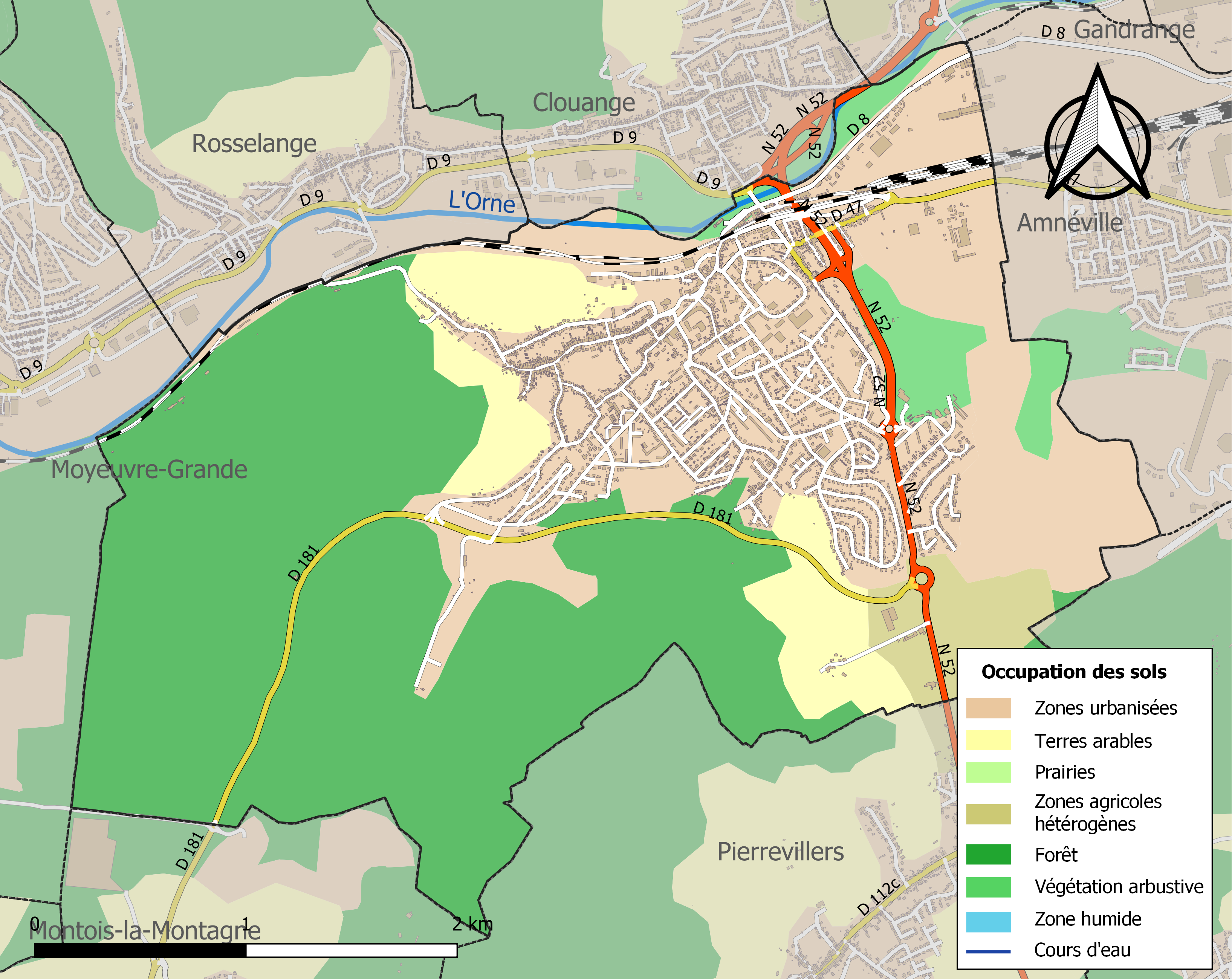
Kaart van de gemeente met de belangrijkste infrastructuur, bodemgebruik en omliggende gemeenten

## Verkeer en vervoer
In de gemeente ligt spoorwegstation Rombas-Clouange.

## Demografie
Onderstaande figuur toont het verloop van het inwonertal (bron: INSEE-tellingen).